# All the Year Round

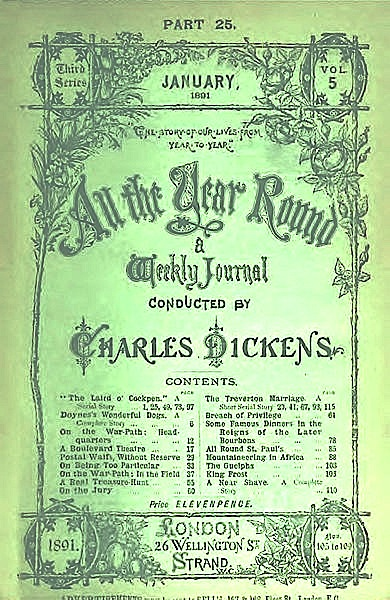
All the Year Round, 1891

All the Year Round (volledige titel: All the Year Round. A Weekly Journal. Conducted by Charles Dickens. With Which is Incorporated Household Words) was een Engels tijdschrift dat wekelijks verscheen, onder redactie van Charles Dickens. Het was de opvolger van Household Words (1850 – 1859).
Het blad verscheen tussen 1859 en 1893 en Dickens werkte eraan mee vanaf de aanvang tot zijn dood in 1870. Daarna stond het onder de redactie van zijn zoon, Charles Culliford Boz Dickens. 

Evenals Household Words ontleende het blad zijn naam aan een fragment van William Shakespeare, ditmaal uit Othello. 
Ook dit tijdschrift bevatte een mengeling van fictie en non-fictie, met de nadruk op het eerste. 
Enkele romans werden in serievorm voor het eerst gepubliceerd in dit blad, waaronder Dickens’ eigen werken A Tale of Two Cities en Great Expectations, en werken van Wilkie Collins (The Woman in White, No Name en The Moonstone).
Hoewel Dickens als redacteur nauw betrokken bleef bij de inhoud, werden zijn eigen bijdragen vanaf 1863 geleidelijk minder, in verband met zijn drukke agenda van publieke optredens en lezingen.